# Atletismo nos Jogos Pan-Americanos de 2011 - Heptatlo feminino
A competição do heptatlo feminino foi um dos eventos do atletismo nos Jogos Pan-Americanos de 2011, em Guadalajara. Foi disputada no Estádio Telmex de Atletismo entre os dias 25 e 26 de outubro.

## Calendário
Horário local (UTC-6).
| Data          | Horário | Fase                     |
| ------------- | ------- | ------------------------ |
| 25 de outubro | 13:20   | 100 metros com barreiras |
| 25 de outubro | 14:00   | Salto em altura          |
| 25 de outubro | 16:40   | Arremesso de peso        |
| 25 de outubro | 18:00   | 200 metros rasos         |
| 25 de outubro | 15:30   | Salto em distância       |
| 25 de outubro | 17:10   | Arremesso de vara        |
| 25 de outubro | 18:20   | 800 metros rasos         |

## Medalhistas
| Ouro   | BRA Lucimara Silvestre da Silva |
| Prata  | CUB Yasmiany Pedroso            |
| Bronze | DOM Francia Manzanillo          |

## Recordes
Recordes mundial e pan-americano antes da disputa dos Jogos Pan-Americanos de 2011.
| Tipo                             | Atleta               | Pontos | Local    | Data                   |
| -------------------------------- | -------------------- | ------ | -------- | ---------------------- |
|                                  | Jackie Joyner-Kersee | 7291   | Seul     | 24 de setembro de 1988 |
| Recorde dos Jogos Pan-Americanos | Magalys García       | 6290   | Winnipeg | 28 de julho de 1999    |

## Resultados

### 100 metros com barreiras
| Pos. | Bateria | Atleta                      | País                         | Resultado | Pontos | Obs.            |
| ---- | ------- | --------------------------- | ---------------------------- | --------- | ------ | --------------- |
| 1    | 2       | Lucimara Silvestre da Silva | BRA Brasil                   | 13.50     | 1050   | Recorde pessoal |
| 2    | 2       | Agustina Zerboni            | ARG Argentina                | 13.66     | 1027   | Recorde pessoal |
| 3    | 2       | Gretchen Quintana           | CUB Cuba                     | 13.98     | 981    |                 |
| 4    | 2       | Francia Manzanillo          | DOM República Dominicana     | 14.12     | 961    | Recorde pessoal |
| 5    | 2       | Yasmiany Pedroso            | CUB Cuba                     | 14.13     | 960    | Recorde pessoal |
| 6    | 2       | Chrystal Ruiz               | MEX México                   | 14.20     | 950    | Recorde pessoal |
| 7    | 1       | Karla Schleske              | MEX México                   | 14.25     | 943    | Recorde pessoal |
| 8    | 1       | Thaimara Rivas              | VEN Venezuela                | 14.25     | 943    | Recorde pessoal |
| 9    | 1       | Gullercy González           | VEN Venezuela                | 14.30     | 936    | Recorde pessoal |
| 10   | 1       | Shianne Smith               | BER Bermudas                 | 14.50     | 909    | Recorde pessoal |
| 11   | 1       | Bridgette Ingram            | USA Estados Unidos           | 14.75     | 875    |                 |
| 12   | 1       | Anna Pirelli                | PAR Paraguai                 | 14.87     | 859    | Recorde pessoal |
| 13   | 2       | Wanetta Kirby               | ISV Ilhas Virgens Americanas | 17.99     | 489    |                 |

### Salto em altura
| Pos. | Atleta                      | País                         | Resultado | Pontos | Obs.            | Geral |
| ---- | --------------------------- | ---------------------------- | --------- | ------ | --------------- | ----- |
| 1    | Lucimara Silvestre da Silva | BRA Brasil                   | 1.80      | 978    |                 | 2028  |
| 2    | Yasmiany Pedroso            | CUB Cuba                     | 1.74      | 903    |                 | 1863  |
| 3    | Gullercy González           | VEN Venezuela                | 1.74      | 903    |                 | 1839  |
| 4    | Karla Schleske              | MEX México                   | 1.74      | 903    |                 | 1846  |
| 5    | Chrystal Ruiz               | MEX México                   | 1.68      | 830    | Recorde pessoal | 1780  |
| 6    | Wanetta Kirby               | ISV Ilhas Virgens Americanas | 1.68      | 830    |                 | 1319  |
| 7    | Gretchen Quintana           | CUB Cuba                     | 1.65      | 795    |                 | 1776  |
| 8    | Bridgette Ingram            | USA Estados Unidos           | 1.65      | 795    |                 | 1670  |
| 9    | Francia Manzanillo          | DOM República Dominicana     | 1.59      | 724    |                 | 1685  |
| 9    | Agustina Zerboni            | ARG Argentina                | 1.59      | 724    | Recorde pessoal | 1751  |
| 11   | Thaimara Rivas              | VEN Venezuela                | 1.59      | 724    | Recorde pessoal | 1667  |
| 12   | Anna Pirelli                | PAR Paraguai                 | 1.56      | 689    |                 | 1548  |
| 13   | Shianne Smith               | BER Bermudas                 | 1.50      | 621    |                 | 1530  |

### Arremesso de peso
| Pos. | Atleta                      | País                         | Resultado | Pontos | Obs.            | Geral |
| ---- | --------------------------- | ---------------------------- | --------- | ------ | --------------- | ----- |
| 1    | Yasmiany Pedroso            | CUB Cuba                     | 14.63     | 836    | Recorde pessoal | 2699  |
| 2    | Anna Pirelli                | PAR Paraguai                 | 13.00     | 727    | Recorde pessoal | 2275  |
| 3    | Lucimara Silvestre da Silva | BRA Brasil                   | 12.93     | 723    | Recorde pessoal | 2751  |
| 4    | Francia Manzanillo          | DOM República Dominicana     | 12.89     | 720    | Recorde pessoal | 2405  |
| 5    | Gretchen Quintana           | CUB Cuba                     | 12.88     | 719    |                 | 2495  |
| 6    | Agustina Zerboni            | ARG Argentina                | 12.74     | 710    | Recorde pessoal | 2461  |
| 7    | Thaimara Rivas              | VEN Venezuela                | 12.11     | 668    |                 | 2335  |
| 8    | Bridgette Ingram            | USA Estados Unidos           | 11.95     | 658    |                 | 2328  |
| 9    | Karla Schleske              | MEX México                   | 11.74     | 644    | Recorde pessoal | 2490  |
| 10   | Gullercy González           | VEN Venezuela                | 10.95     | 592    | Recorde pessoal | 2431  |
| 11   | Shianne Smith               | BER Bermudas                 | 10.47     | 560    |                 | 2090  |
| 12   | Chrystal Ruiz               | MEX México                   | 9.87      | 521    | Recorde pessoal | 2301  |
| 13   | Wanetta Kirby               | ISV Ilhas Virgens Americanas | 8.45      | 428    |                 | 1747  |

### 200 metros rasos
| Pos. | Bateria | Atleta                      | País                         | Resultado | Pontos | Obs.            | Geral |
| ---- | ------- | --------------------------- | ---------------------------- | --------- | ------ | --------------- | ----- |
| 1    | 2       | Gretchen Quintana           | CUB Cuba                     | 24.45     | 938    |                 | 3433  |
| 2    | 2       | Lucimara Silvestre da Silva | BRA Brasil                   | 24.76     | 909    | Recorde pessoal | 3660  |
| 3    | 2       | Chrystal Ruiz               | MEX México                   | 24.83     | 902    | Recorde pessoal | 3203  |
| 4    | 2       | Agustina Zerboni            | ARG Argentina                | 24.84     | 902    | Recorde pessoal | 3363  |
| 5    | 2       | Francia Manzanillo          | DOM República Dominicana     | 24.87     | 899    |                 | 3304  |
| 6    | 2       | Wanetta Kirby               | ISV Ilhas Virgens Americanas | 24.98     | 889    |                 | 2636  |
| 7    | 2       | Shianne Smith               | BER Bermudas                 | 25.04     | 883    |                 | 2973  |
| 8    | 1       | Gullercy González           | VEN Venezuela                | 25.47     | 844    | Recorde pessoal | 3275  |
| 9    | 1       | Yasmiany Pedroso            | CUB Cuba                     | 25.48     | 843    | Recorde pessoal | 3542  |
| 10   | 1       | Anna Pirelli                | PAR Paraguai                 | 25.85     | 810    | Recorde pessoal | 3085  |
| 11   | 1       | Karla Schleske              | MEX México                   | 26.20     | 780    | Recorde pessoal | 3270  |
| 11   | 1       | Thaimara Rivas              | VEN Venezuela                | 26.48     | 756    | Recorde pessoal | 3091  |
| 13   | 1       | Bridgette Ingram            | USA Estados Unidos           | 27.18     | 697    |                 | 3025  |

### Salto em distância
| Pos. | Atleta                      | País                         | Resultado | Pontos | Obs.            | Geral |
| ---- | --------------------------- | ---------------------------- | --------- | ------ | --------------- | ----- |
| 1    | Lucimara Silvestre da Silva | BRA Brasil                   | 6.36      | 962    |                 | 4622  |
| 2    | Yasmiany Pedroso            | CUB Cuba                     | 5.87      | 810    |                 | 4352  |
| 3    | Gretchen Quintana           | CUB Cuba                     | 5.75      | 774    |                 | 4207  |
| 4    | Chrystal Ruiz               | MEX México                   | 5.68      | 753    | Recorde pessoal | 3956  |
| 5    | Wanetta Kirby               | ISV Ilhas Virgens Americanas | 5.65      | 744    |                 | 3380  |
| 6    | Shianne Smith               | BER Bermudas                 | 5.63      | 738    | Recorde pessoal | 3711  |
| 7    | Agustina Zerboni            | ARG Argentina                | 5.44      | 683    |                 | 4046  |
| 8    | Thaimara Rivas              | VEN Venezuela                | 5.44      | 683    |                 | 3774  |
| 9    | Gullercy González           | VEN Venezuela                | 5.41      | 674    |                 | 3949  |
| 10   | Francia Manzanillo          | DOM República Dominicana     | 5.40      | 671    |                 | 3975  |
| 11   | Bridgette Ingram            | USA Estados Unidos           | 5.38      | 665    |                 | 3690  |
| 12   | Anna Pirelli                | PAR Paraguai                 | 5.18      | 609    |                 | 3694  |
| 13   | Karla Schleske              | MEX México                   | 5.17      | 606    |                 | 3876  |

### Arremesso de dardo
| Pos. | Atleta                      | País                         | Resultado | Pontos | Obs.            | Geral |
| ---- | --------------------------- | ---------------------------- | --------- | ------ | --------------- | ----- |
| 1    | Francia Manzanillo          | DOM República Dominicana     | 46.73     | 797    | Recorde pessoal | 4772  |
| 2    | Yasmiany Pedroso            | CUB Cuba                     | 44.23     | 749    | Recorde pessoal | 5101  |
| 3    | Lucimara Silvestre da Silva | BRA Brasil                   | 42.03     | 706    | Recorde pessoal | 5328  |
| 4    | Anna Pirelli                | PAR Paraguai                 | 41.50     | 696    | Recorde pessoal | 4390  |
| 5    | Agustina Zerboni            | ARG Argentina                | 39.79     | 663    | Recorde pessoal | 4709  |
| 6    | Thaimara Rivas              | VEN Venezuela                | 36.83     | 607    |                 | 4381  |
| 7    | Karla Schleske              | MEX México                   | 36.40     | 598    |                 | 4474  |
| 8    | Gullercy González           | VEN Venezuela                | 35.34     | 578    |                 | 4527  |
| 9    | Gretchen Quintana           | CUB Cuba                     | 35.21     | 576    |                 | 4783  |
| 10   | Shianne Smith               | BER Bermudas                 | 31.95     | 514    |                 | 4225  |
| 11   | Chrystal Ruiz               | MEX México                   | 31.88     | 512    | Recorde pessoal | 4468  |
| 12   | Bridgette Ingram            | USA Estados Unidos           | 31.52     | 505    |                 | 4195  |
| 13   | Wanetta Kirby               | ISV Ilhas Virgens Americanas | 20.78     | 303    |                 | 3683  |

### 800 metros rasos
| Pos. | Atleta                      | País                         | Resultado | Pontos | Obs.            | Geral |
| ---- | --------------------------- | ---------------------------- | --------- | ------ | --------------- | ----- |
| 1    | Shianne Smith               | BER Bermudas                 | 2:15.37   | 888    | Recorde pessoal | 5113  |
| 2    | Chrystal Ruiz               | MEX México                   | 2:16.02   | 878    | Recorde pessoal | 5346  |
| 3    | Francia Manzanillo          | DOM República Dominicana     | 2:16.46   | 872    | Recorde pessoal | 5644  |
| 4    | Lucimara Silvestre da Silva | BRA Brasil                   | 2:21.39   | 805    |                 | 6133  |
| 5    | Anna Pirelli                | PAR Paraguai                 | 2:24.24   | 767    |                 | 5157  |
| 6    | Agustina Zerboni            | ARG Argentina                | 2:24.51   | 763    |                 | 5472  |
| 7    | Gretchen Quintana           | CUB Cuba                     | 2:24.71   | 761    |                 | 5544  |
| 8    | Gullercy González           | VEN Venezuela                | 2:27.52   | 724    |                 | 5251  |
| 9    | Karla Schleske              | MEX México                   | 2:28.66   | 710    |                 | 5184  |
| 10   | Bridgette Ingram            | USA Estados Unidos           | 2:36.47   | 614    |                 | 4809  |
| 11   | Yasmiany Pedroso            | CUB Cuba                     | 2:36.88   | 609    |                 | 5710  |
| 12   | Wanetta Kirby               | ISV Ilhas Virgens Americanas | 2:50.38   | 460    |                 | 4143  |
| 99   | Thaimara Rivas              | VEN Venezuela                | DNS       |        |                 |       |

### Classificação final
| Pos.              | Atleta                      | País                         | Pontos | Obs.                  |
| ----------------- | --------------------------- | ---------------------------- | ------ | --------------------- |
| Medalha de ouro   | Lucimara Silvestre da Silva | BRA Brasil                   | 6133   | Recorde sul-americano |
| Medalha de prata  | Yasmiany Pedroso            | CUB Cuba                     | 5710   |                       |
| Medalha de bronze | Francia Manzanillo          | DOM República Dominicana     | 5644   | Recorde pessoal       |
| 4                 | Gretchen Quintana           | CUB Cuba                     | 5544   |                       |
| 5                 | Agustina Zerboni            | ARG Argentina                | 5472   | Recorde pessoal       |
| 6                 | Chrystal Ruiz               | MEX México                   | 5346   |                       |
| 7                 | Gullercy González           | VEN Venezuela                | 5251   |                       |
| 8                 | Karla Schleske              | MEX México                   | 5184   |                       |
| 9                 | Anna Pirelli                | PAR Paraguai                 | 5157   | Recorde pessoal       |
| 10                | Shianne Smith               | BER Bermudas                 | 5113   |                       |
| 11                | Bridgette Ingram            | USA Estados Unidos           | 4809   |                       |
| 12                | Wanetta Kirby               | ISV Ilhas Virgens Americanas | 4143   |                       |
| 99 !              | Thaimara Rivas              | VEN Venezuela                | DNF    |                       |

Legenda
| Recorde mundial                  | Recorde mundial (World record)               |                       | Recorde africano                      | Recorde africano (African) |                                           | Q | Classificado por posição (Qualified) |
| Recorde dos Jogos Pan-Americanos | Recorde pan-americano (Pan-American record)  | Recorde da América    | Recorde da América (Americas)         | q                          | Classificado por melhor tempo (Qualified) |   |                                      |
| Melhor marca do ano              | Melhor marca do ano (World leading)          | Recorde asiático      | Recorde asiático (Asian)              | DNS                        | Não largou (Did not start)                |   |                                      |
| Recorde nacional                 | Recorde nacional (National record)           | Recorde europeu       | Recorde europeu (European)            | DNF                        | Não terminou (Did not finish)             |   |                                      |
| Recorde pessoal                  | Recorde pessoal do atleta (Personal best)    | Recorde da Oceania    | Recorde da Oceania (Oceania)          | DSQ / DQ                   | Desclassificado (Disqualified)            |   |                                      |
| Recorde da temporada             | Recorde da temporada do atleta (Season best) | Recorde sul-americano | Recorde sul-americano (South America) | NM                         | Sem marca (No mark)                       |   |                                      |